# Santuco

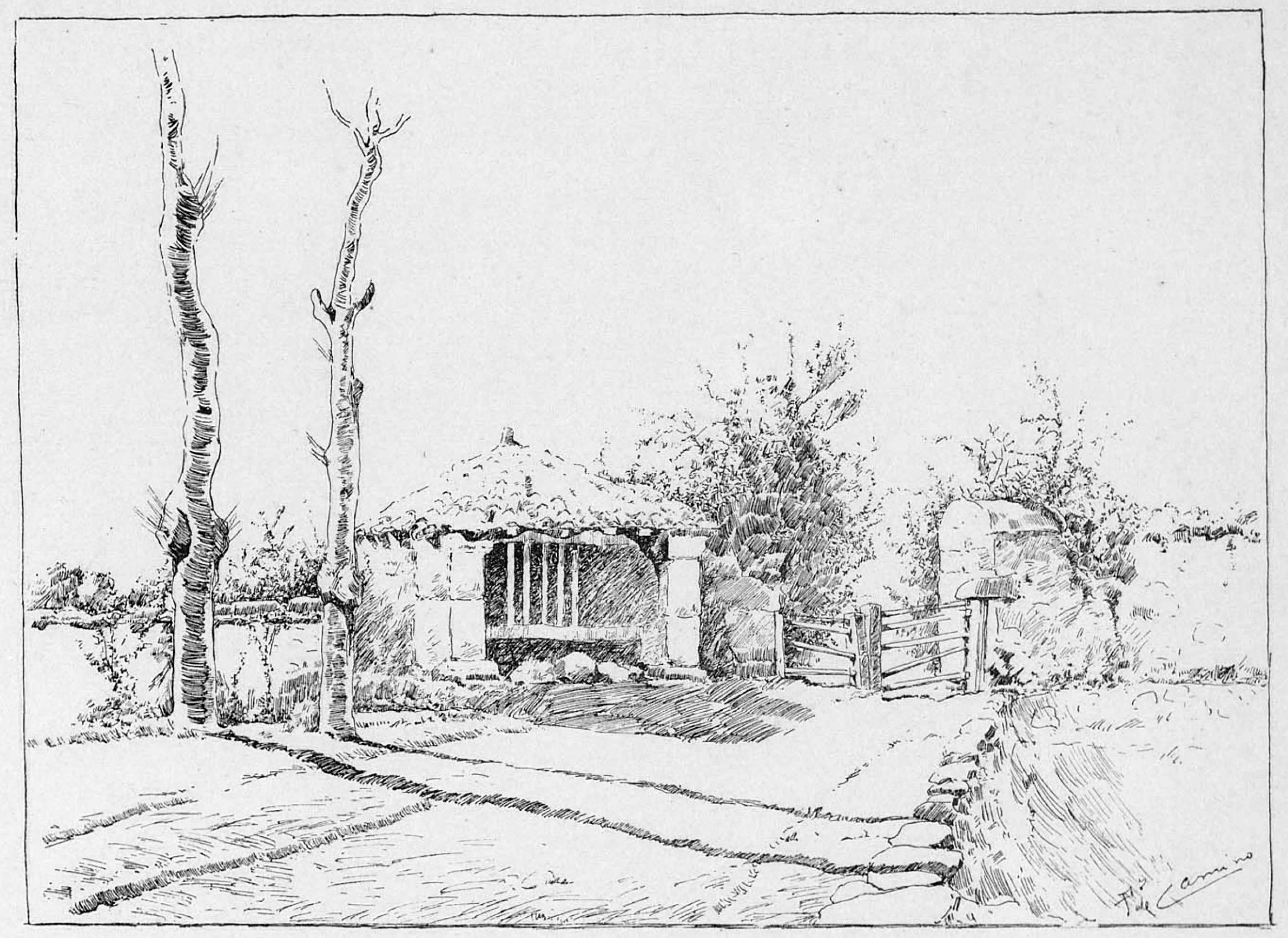
«El santuco de la mies» por Fernando Pérez de Camino (La Montaña, 1889).

Santuco o asubiadero es un término utilizado para referirse a un tipo de humilladero característico de la comunidad autónoma española de Cantabria.

## Descripción

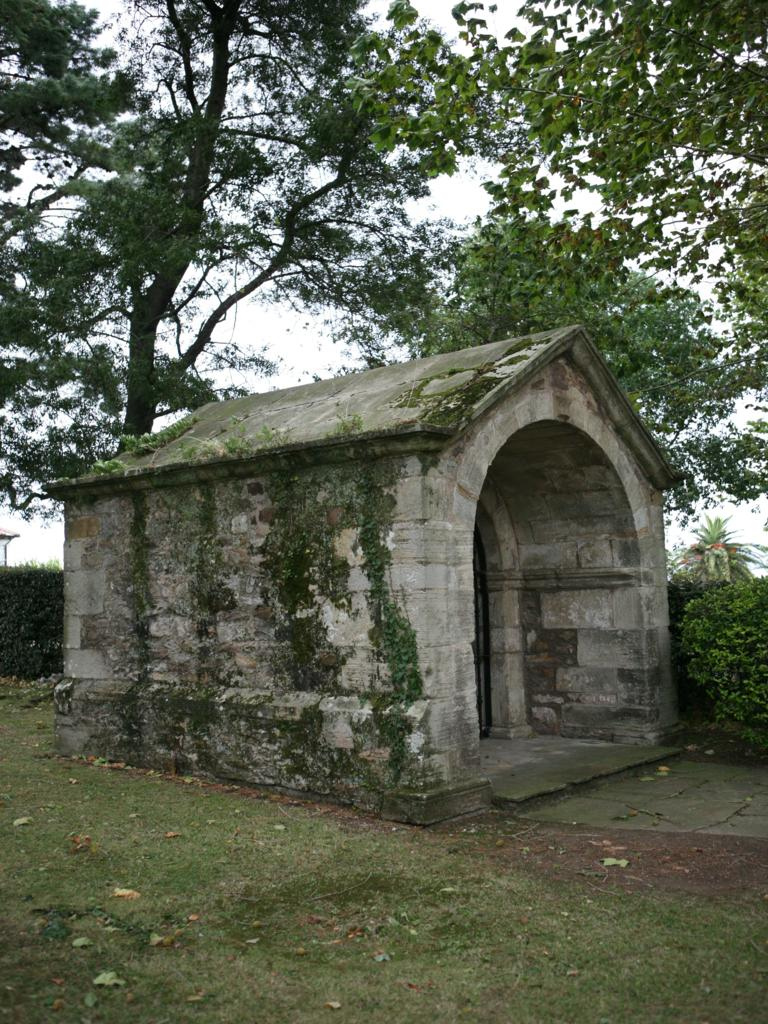
Ejemplo de santuco.

En esta región, conocida también como La Montaña, se utiliza igualmente la denominación de «asubiaderos» para hacer referencia a estas estructuras. Si bien existen casos en los que se presenta solo la cruz, es muy frecuente que esta, que puede estar fabricada en madera o piedra, esté rodeada por una pequeña capilla, que presenta una planta de dimensiones cuadradas. Los santucos, presentes junto a caminos y senderos, además de contar con la función religiosa correspondiente al humilladero, se emplean como lugar de cobijo de la lluvia. Los santucos techados cuentan normalmente con bancos en su interior.